# Academia de Cine de Skopie
La Academia de Cine de Skopie también denominada Academia de Cine Europeo (en macedonio: Evropska Filmska Akademija;  o ESRA Skopje, es un centro educativo especializado en la eñsenanza de las diversas áreas del cine en la ciudad de Skopie, la capital de Macedonia del Norte.
Fue fundada en 2007 por el grupo francés ESRA (École Supérieure de Réalisation Audiovisuelle, o bien Escuela Superior de Realización Audiovisual).
Manoel de Oliveira es un profesor honorario allí.